# Iyama Yūta
Dans ce nom japonais, le nom de famille, Iyama, précède le nom personnel.
Iyama Yūta (井山 裕太), né le 24 mai 1989 au Japon, est un joueur de go professionnel. En 2009, il est entré dans l'histoire du go en devenant le plus jeune Meijin, à l'âge de seulement 19 ans. En 2013, en remportant le titre de Kisei, il devient le seul joueur de l'histoire à détenir simultanément 6 des 7 titres majeurs japonais. Il est actuellement considéré comme le meilleur joueur de go japonais voire du monde. Il est actuellement (en 2021) Kisei, Meijin, Honinbo, Gosei et tenant du titre de la Coupe Agon.

## Biographie
Iyama apprend le go de son père dès l'âge de 5 ans. À 6 ans, il participe à un mini-tournoi pour enfants, où il est remarqué par le professionnel japonais Kunio Ishii, dont il devient alors l'élève. En 1997 (puis 1998), à l'âge de 8 ans, il remporte le tournoi japonais des écoliers. La même année, en 1998, il remporte un tournoi japonais ouvert aux écoliers et collégiens (appelé "Honinbo junior" depuis 2010). En octobre 1998, il devient insei (apprenti professionnel). En 2001, il rate de peu l'examen professionnel, ce qui aurait fait de lui le plus jeune professionnel de l'histoire au Japon, en battant d'un mois le record de Cho Chikun. Il réussit cependant l'examen dès l'année suivante, en 2002, à l'âge de seulement 12 ans.
Il s'est rapidement élevé parmi les rangs professionnels pour devenir 4e dan en 2005. En 2005, il crée l'évènement en remportant la 12e Coupe Agon. À 16 ans et 4 mois, il bat ainsi le record de Cho Chikun (qui datait de 1973) de plus jeune détenteur de titre. Il obtient aussi une promotion immédiate au rang de 7e dan.
En 2007, il entre dans la ligue du Kisei, puis du Meijin, et en 2008 il devient le challenger du Meijin contre Cho U, mais perd la finale. En 2009, avec une série de 8 victoires dans la ligue, il devient de nouveau le challenger du Meijin, et remporte cette fois le titre. À 19 ans et 3 mois, c'est le plus jeune Meijin de l'histoire au Japon. Il est promu 9e dan en conséquence, 8 ans et 10 mois seulement après être devenu professionnel, là encore un record.
Le 29 avril 2011, Iyama Yūta remporte le titre de Judan face à Cho U, en remportant 3 parties contre 2. 
Le 19 juillet 2012, Iyama Yūta remporte son premier titre Honinbo face à Yamashita Keigo sur le score de 4 à 3.
Quatre jours plus tard, il remporte une troisième victoire consécutive face à Hane Naoki, lui permettant ainsi de ravir son premier titre de Gosei. Il devient alors, à 23 ans seulement, le plus jeune professionnel à posséder simultanément 4 des 7 titres majeurs au Japon à savoir : Honinbo, Tengen, Gosei et Judan.
Le 22 novembre 2012, Iyama Yūta remporte 3-0 le titre d'Oza contre Cho U, devenant ainsi le troisième professionnel de l'histoire (après Cho Chikun et Cho U) à posséder simultanément 5 des 7 titres majeurs du Japon.
En 2013, en remportant le tournoi Kisei, il devient le premier joueur de l'histoire à détenir simultanément 6 des 7 titres majeurs du Japon. Il perd néanmoins son titre de Judan le 30 avril 2013. Il remporte également son premier tournoi international lors de la 25e coupe de la TV asiatique. Cette même année encore, il devient le plus jeune Kisei à 23 ans et 9 mois.
En 2016, en gagnant le Judan contre Ida Atsushi, il réalise un autre exploit unique : il détient simultanément les 7 titres majeurs. Il perd cependant le titre Meijin contre Takao Shinji.
En 2021, il devient l’unique détenteur du plus grand nombre de victoires au Kisei (9 victoires consécutives depuis 2013).

## Style de jeu
Iyama Yūta est réputé pour son style de jeu solide, calme, puissant et tout de même combatif.

## Titres
| Au Japon                 | Au Japon                                           | Au Japon                         |
| Titre                    | Victoire                                           | Challenger                       |
| ------------------------ | -------------------------------------------------- | -------------------------------- |
| Honinbo                  | 11 (2012 - 2022)                                   |                                  |
| Meijin                   | 8 (2009, 2010, 2013, 2014, 2015, 2017, 2020, 2021) | 5 (2008, 2011, 2016, 2018, 2022) |
| Kisei                    | 9 (2013 - 2021)                                    | 2 (2011, 2022)                   |
| Tengen                   | 8 (2011 - 2013 ; 2015 - 2019)                      | 2 (2014, 2019)                   |
| Oza                      | 8 (2012, 2013, 2015 - 2018, 2021, 2022)            | 2 (2014, 2019)                   |
| Gosei                    | 8 (2012 - 2017, 2021, 2022)                        | 1 (2018)                         |
| Judan                    | 5 (2011, 2012, 2016 - 2018)                        | 2 (2013, 2019)                   |
| Coupe Agon-Kiriyama      | 5 (2005, 2011, 2014, 2015, 2020)                   |                                  |
| Ryusei                   | 4 (2009, 2011, 2012, 2022)                         | 1 (2020)                         |
| Coupe NHK                | 3 (2017, 2018, 2020)                               | 3 (2010, 2013, 2019)             |
| Shinjin-O                | 1 (2007)                                           | 1 (2005)                         |
| Daiwa Cup                | 2 (2010, 2012)                                     | 2 (2007, 2009)                   |
| Daiwa Cup Grand Champion | 2 (2008, 2009)                                     |                                  |
| Total                    | 74                                                 | 21                               |
| En Asie                  |                                                    |                                  |
| Bosai Cup                | 1 (2011)                                           |                                  |
| Chine-Japon Agon Cup     | 1 (2015)                                           | 2 (2005, 2014)                   |
| World Mingren            |                                                    | 1 (2015)                         |
| Total                    | 2                                                  | 3                                |
| International            |                                                    |                                  |
| Coupe Asian TV           | 1 (2013)                                           |                                  |
| Coupe LG                 |                                                    | 1 (2017)                         |
| Total                    | 1                                                  | 1                                |